# 皺皮菌
皺皮菌（学名：Ischnoderma resinosum），又称松脂皱皮孔菌，屬白肉迷孔菌科皱皮菌属的一種，是木棲腐生的中大型菇類。該菇類生長於如台灣等地之低中海拔林區，生長期間約是在春夏兩季之間。
子实体无柄，菌盖半圆形，通常单生。